# Vicia johannis
Vicia johannis — вид квіткових рослин з родини бобових (Fabaceae). Ареал охоплює такі країни: Кіпр, Греція, Болгарія, Італія, Боснія і Герцеговина, Хорватія, Чорногорія, Північна Македонія, Словенія, Франція, Іспанія, Киргизстан, Ліван, Сирія, Азербайджан, Туреччина (зокрема, європейська), Узбекистан.

## Опис
Це однорічна трав'яниста рослина, що досягає висоти від 30 до 80 сантиметрів. Вертикальні стебла нерозгалужені або, рідше, розгалужені. Стебла мають товщину від 3 до 5 міліметрів, квадратні та жолобчасті, з грубо запушеними краями та порожнисті. Чергове листя перисте. Нижні листки мають коротку, загострену середню жилку та лише одну пару листочків; верхні листки мають вусики та дві-три пари листочків. Листочки мають довжину від 3 до 5 сантиметрів і ширину від 2 до 4 сантиметрів, оберненояйцеподібні або еліптичні, голі, з волосками лише по краях і з нижнього боку, вздовж жилок. Коли листя висихає, воно чорніє. Прилистки великі, широко-напівсерцеподібні, цілісні або зубчасті. Верхні прилистки часто мають нектарники. Квітки розташовані на коротких квітконіжках, поодинці, парами або, рідше, до шести штук у пазухах листків. Двостатеві квіти 5-членні, з подвійною оцвітиною. Чашечка має косо-трубчасту або дзвоноподібну форму. Зубці чашечки нерівної довжини; нижній — приблизно завдовжки з трубку чашечки, верхні значно коротші. П'ять пелюсток від брудно-пурпурового до персиково-червоного кольору розташовані разом у типовій формі квітки метелика. Крила більш блакитні. Біб завдовжки від 3 до 6 сантиметрів і товщиною від 1 до 1,5 сантиметра густо вкритий майже колючими волосками на вузликах вздовж швів, але на поверхні голий. Боби містять від чотирьох до шести насінин. Насіння розміром від 8 до 10 міліметрів, темно-пурпурово-коричневого до чорного кольору. 2n = 14

## Середовище
Зустрічається на висотах від 30 до 1150 метрів над рівнем моря. Vicia johannis росте в макі, порушених сільськогосподарських угіддях та відкритих лісах.

## Використання
Має потенціал для використання як донор генів для покращення сільськогосподарських культур.

## Загрози й охорона
У Європі для цього виду немає серйозних загроз, оскільки він зустрічається в різноманітних середовищах існування та вважається стабільним. Зв'язок із сільськогосподарськими та напівприродними середовищами існування може зробити цей вид вразливим до змін у сільськогосподарському управлінні та інших антропогенних тисків. Випас дикими або одомашненими тваринами в цих середовищах існування може становити реальну загрозу для цього виду, оскільки види роду Vicia зазвичай погано реагують на випас. Крім того, східний Середземноморський регіон в цілому перебуває під загрозою генетичної ерозії. Невідомо, чи ці фактори негативно впливають на вид.